# 里山生物多様性プロジェクト
一般社団法人里山生物多様性プロジェクト（さとやませいぶつたようせいプロジェクト）は鳥取県西伯郡・南部町を中心に活動する環境保全団体である。2019年12月設立。代表理事は野口浩二。
「子どもたちのために残すべき財産は里地里山」「産業によって人が得る利益を野生動植物に分配する社会」の理念の実現を目標とし、生物多様性保全上重要な里地里山「南部町の里地里山」を発展させて次世代に引き継ぐことを目指し活動する。
里山生物多様性プロジェクトは2021年にビオトープの整備計画を立ち上げ、クラウドファンディングでその資金を集めた。当初の目標金額は120万円に設定されていたが、のちに140万円へと変更された。この募集は2021年2月28日に終了し、最終的に約160万円の調達に成功した。
里山生物多様性プロジェクトは最初の事業として2021年5月22日にオンラインイベント「国際生物多様性の日祭りオンライン」を実施した。「国際生物多様性の日」は毎年5月22日に設定されているが、これは1992年5月22日に、ナイロビで開催された合意テキスト採択会議において生物多様性条約が採択されたことに由来する。